# 海盧奧托

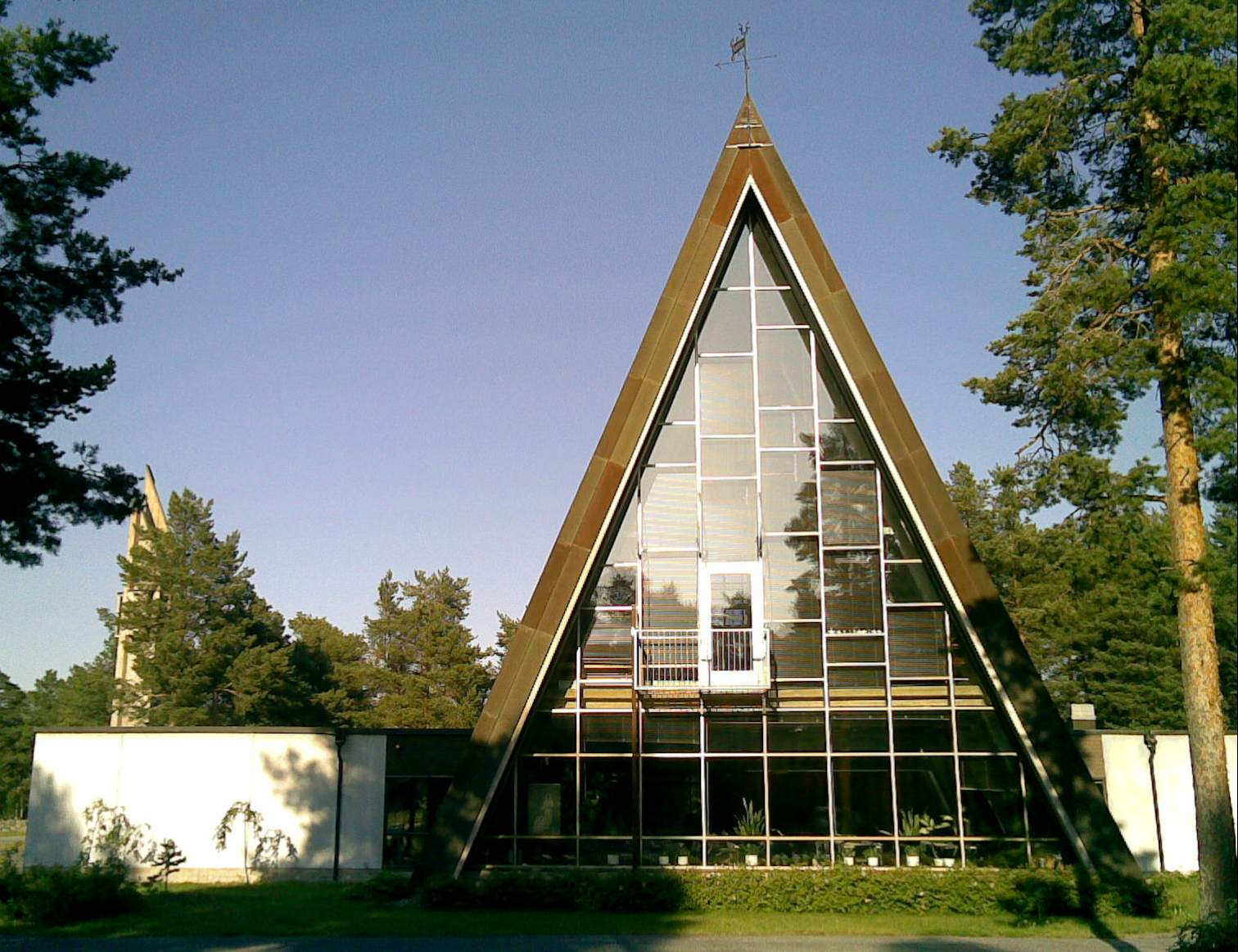
海卢奥托教堂

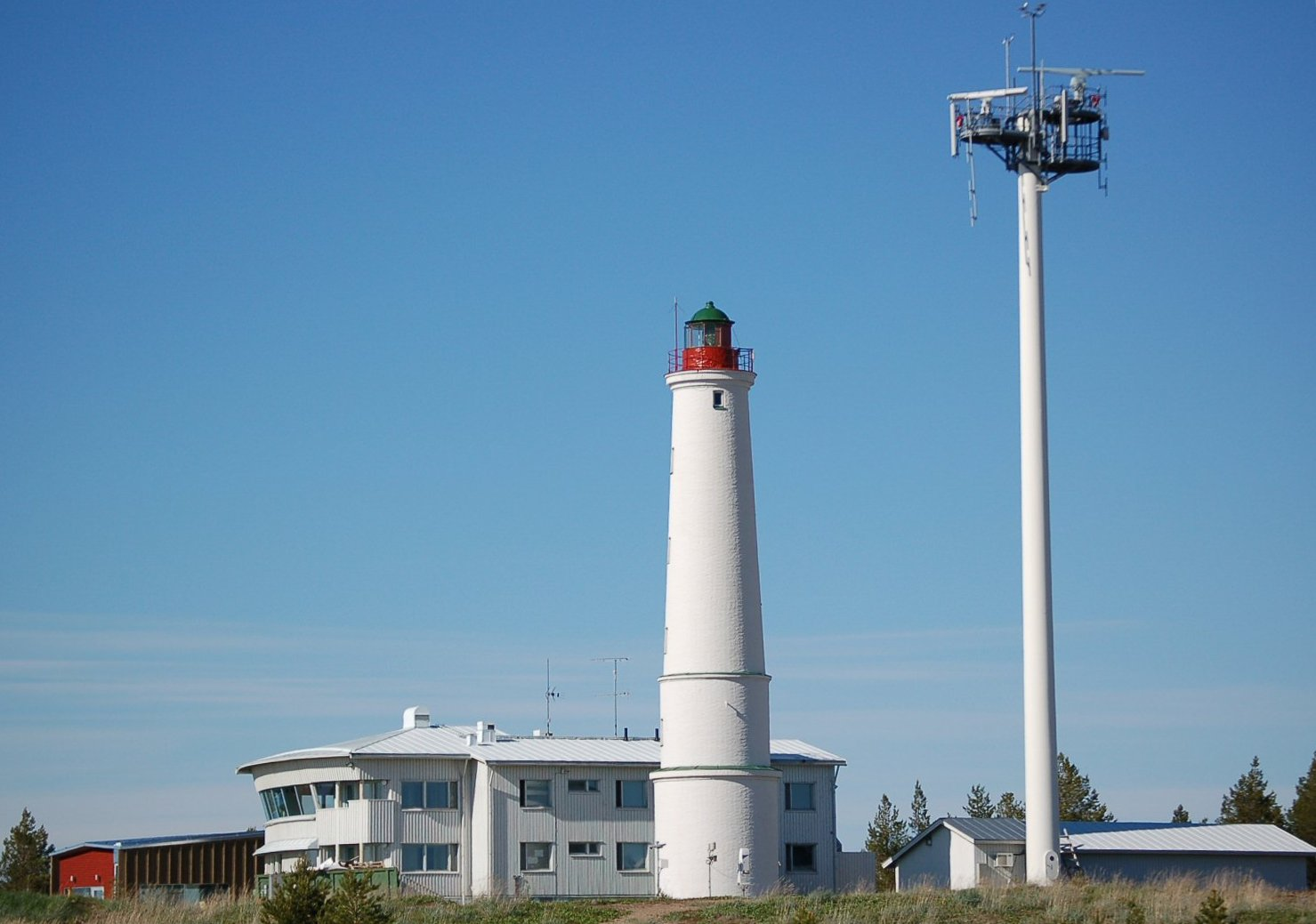
玛尔亚涅米导航站及灯塔

海盧奧托（芬蘭語：Hailuoto）是芬蘭北博滕區的一个島嶼及市镇。面積202.53平方公里（不包括海域面积），其中1.70平方公里为内陆水面。2017年8月底时人口数量为981人，人口密度为4.89人/平方公里。
海卢奥托市镇位于波的尼亞灣面对奥卢市的一个同名岛屿上。在海卢奥托和奧倫薩洛之间有定期的轮渡。在冬天也有正式维护的冰路跟大陆相连。
岛上的主要經濟活動有服務業、工業、農業和漁業。

## 外部連結
- 海卢奥托市镇官方网站 （页面存档备份，存于） （文） （英文）